# Chili Cincinnati
Pour les articles homonymes, voir Chili (homonymie).
Le chili Cincinnati est une sauce chili à la viande et aux épices méditerranéennes utilisée par-dessus des spaghettis (« two-way ») ou un hot dog (« coneys »).
Originaire de Cincinnati dans l'Ohio, cette sauce a été créée par des immigrants de Macédoine-Occidentale dans les années 1920,.